# Hemerobius semblinus
Hemerobius semblinus là một loài côn trùng trong họ Hemerobiidae thuộc bộ Neuroptera. Loài này được Schrank miêu tả năm 1802.